# Super League 2013/14 (Griechenland)
Die Super League 2013/14 war die 78. Spielzeit der höchsten griechischen Spielklasse im Männerfußball sowie die achte Austragung unter dem Namen Super League. Die Meisterschaft wurde seit dieser Saison mit 18 statt zuvor 16 Vereinen ausgespielt. Dadurch gab es nur zwei Absteiger in der vergangenen Saison, aber vier Aufsteiger aus der Football League.
Titelverteidiger war Olympiakos Piräus.

## Vereine
| Verein              | Logo          | Stadt              | Stadion                       | Kapazität |
| ------------------- | ------------- | ------------------ | ----------------------------- | --------- |
| Apollon Smyrnis     |               | Athen              | Georgios-Kamaras-Stadion      | 14.856    |
| Aris Thessaloniki   |               | Thessaloniki       | Kleanthis-Vikelidis-Stadion   | 23.220    |
| Asteras Tripolis    | Asteras       | Tripolis           | Stadio Theodoros Kolokotronis | 07.616    |
| Atromitos Athen     | Atromitos     | Peristeri          | Peristeri-Stadion             | 10.200    |
| Ergotelis           |               | Iraklio            | Pankritio Stadio              | 26.202    |
| PAS Ioannina        | PAS Ioannina  | Ioannina           | Zosimades-Stadion             | 07.500    |
| AEL Kallonis        |               | Kalloni auf Lesbos | Mytilini-Stadion              | 04.000    |
| OFI Kreta           | OFI           | Iraklio            | Pankritio Stadio              | 26.202    |
| Levadiakos          | Levadiakos    | Livadia            | Stadio Livadia                | 05.915    |
| Olympiakos Piräus   | Olympiakos    | Piräus             | Karaiskakis-Stadion           | 33.334    |
| Panathinaikos Athen | Panathinaikos | Athen              | Apostolos-Nikolaidis-Stadion  | 16.620    |
| Panetolikos         |               | Agrinio            | Panetolikos Stadion           | 6.000     |
| Panionios Athen     | Panionios     | Nea Smyrni         | Nea-Smyrni-Stadion            | 12.000    |
| Panthrakikos        | Panthrakikos  | Komotini           | Komotini-Stadion              | 06.198    |
| PAOK Thessaloniki   | PAOK          | Thessaloniki       | Toumba-Stadion                | 28.701    |
| AO Platanias        | Platanias     | Platanias          | Perivolia Stadion bei Chania  | 03.800    |
| Veria FC            | Veria         | Veria              | Veria-Stadion                 | 07.000    |
| Skoda Xanthi        |               | Xanthi             | Skoda-Xanthi-Stadion          | 07.500    |

## Hauptrunde
Nach Abschluss der regulären Saison spielten die Teams auf den Plätzen zwei bis fünf um internationale Startplätze. Die zwei letztplatzierten Vereine hingegen stiegen in die Football League ab.

### Tabelle
| Pl. | Verein                   | Sp. | S  | U  | N  | Tore    | Diff. | Punkte |
| --- | ------------------------ | --- | -- | -- | -- | ------- | ----- | ------ |
| 1.  | Olympiakos Piräus (M, P) | 34  | 28 | 2  | 4  | 088:190 | +69   | 86     |
| 2.  | PAOK Thessaloniki        | 34  | 21 | 6  | 7  | 068:360 | +32   | 69     |
| 3.  | Atromitos Athen          | 34  | 19 | 9  | 6  | 054:250 | +29   | 66     |
| 4.  | Panathinaikos Athen      | 34  | 20 | 6  | 8  | 057:280 | +29   | 66     |
| 5.  | Asteras Tripolis         | 34  | 16 | 10 | 8  | 046:350 | +11   | 58     |
| 6.  | OFI Kreta                | 34  | 11 | 11 | 12 | 030:390 | −9    | 44     |
| 7.  | Ergotelis (N)            | 34  | 11 | 11 | 12 | 039:400 | −1    | 44     |
| 8.  | Levadiakos               | 34  | 13 | 3  | 18 | 042:610 | −19   | 42     |
| 9.  | Panetolikos (N)          | 34  | 11 | 9  | 14 | 032:330 | −1    | 42     |
| 10. | Panthrakikos             | 34  | 11 | 8  | 15 | 039:520 | −13   | 41     |
| 11. | PAS Ioannina             | 34  | 12 | 5  | 17 | 034:430 | −9    | 41     |
| 12. | AEL Kallonis (N)         | 34  | 12 | 3  | 19 | 031:620 | −31   | 39     |
| 13. | Panionios Athen          | 34  | 10 | 9  | 15 | 033:420 | −9    | 39     |
| 14. | AO Platanias             | 34  | 10 | 8  | 16 | 039:480 | −9    | 38     |
| 15. | Veria FC                 | 34  | 9  | 11 | 14 | 031:510 | −20   | 38     |
| 16. | Skoda Xanthi             | 34  | 11 | 5  | 18 | 044:540 | −10   | 38     |
| 17. | Apollon Smyrnis (N)      | 34  | 9  | 9  | 16 | 043:540 | −11   | 36     |
| 18. | Aris Thessaloniki        | 34  | 3  | 13 | 18 | 026:530 | −27   | 22     |

Platzierungskriterien: 1. Punkte – 2. Direkter Vergleich (Punkte, Tordifferenz, geschossene Tore) – 3. Tordifferenz – 4. geschossene Tore

| (M) | amtierender griechischer Meister     |
| (P) | amtierender griechischer Pokalsieger |
| (N) | Neuaufsteiger                        |

### Kreuztabelle
| 2013/14             | SMY |     | Asteras | Atromitos | ERG | KAL | Levadiakos | OFI | Olympiakos | Panathinaikos | Panionios | Panthrakikos | PAOK | PAS | Platanias |     | Veria |     |
| ------------------- | --- | --- | ------- | --------- | --- | --- | ---------- | --- | ---------- | ------------- | --------- | ------------ | ---- | --- | --------- | --- | ----- | --- |
| Apollon Smyrnis     |     | 2:1 | 1:2     | 2:3       | 1:0 | 1:3 | 4:2        | 0:1 | 0:5        | 1:1           | 1:2       | 3:2          | 3:3  | 4:0 | 3:1       | 2:0 | 0:0   | 1:1 |
| Aris Thessaloniki   | 0:2 |     | 1:1     | 0:0       | 0:2 | 0:2 | 1:1        | 0:0 | 0:2        | 0:2           | 1:0       | 2:2          | 1:1  | 0:0 | 1:2       | 1:1 | 0:0   | 0:0 |
| Asteras Tripolis    | 2:0 | 2:2 |         | 2:2       | 2:3 | 2:0 | 2:0        | 0:0 | 2:1        | 1:0           | 1:0       | 1:0          | 2:1  | 3:3 | 3:0       | 2:2 | 0:0   | 3:0 |
| Atromitos Athen     | 2:0 | 2:0 | 3:1     |           | 2:2 | 2:0 | 3:0        | 3:0 | 0:0        | 0:0           | 4:0       | 3:1          | 1:1  | 1:0 | 3:0       | 2:0 | 1:0   | 1:1 |
| Ergotelis           | 2:2 | 3:3 | 0:1     | 0:1       |     | 3:0 | 2:0        | 0:1 | 1:4        | 0:2           | 1:1       | 3:1          | 2:2  | 1:0 | 3:1       | 2:2 | 2:0   | 0:1 |
| AEL Kallonis        | 0:0 | 3:1 | 0:2     | 0:1       | 0:0 |     | 1:0        | 1:0 | 0:1        | 0:4           | 3:2       | 2:0          | 2:5  | 1:0 | 1:0       | 1:5 | 0:3   | 3:1 |
| Levadiakos          | 1:1 | 4:3 | 3:1     | 1:0       | 2:0 | 1:0 |            | 2:1 | 0:5        | 0:4           | 2:0       | 2:2          | 3:2  | 1:0 | 2:0       | 2:0 | 2:0   | 2:1 |
| OFI Kreta           | 2:0 | 2:0 | 1:1     | 2:0       | 1:1 | 3:1 | 1:0        |     | 0:4        | 1:1           | 0:0       | 1:0          | 1:1  | 1:1 | 0:0       | 3:2 | 0:1   | 2:1 |
| Olympiakos Piräus   | 1:0 | 1:0 | 2:0     | 2:1       | 3:0 | 4:0 | 2:0        | 5:1 |            | 0:3           | 2:0       | 2:0          | 4:0  | 3:2 | 4:2       | 4:0 | 6:0   | 2:1 |
| Panathinaikos Athen | 3:1 | 4:1 | 2:1     | 1:2       | 1:1 | 3:0 | 3:1        | 1:0 | 0:1        |               | 1:0       | 1:2          | 2:1  | 3:1 | 1:0       | 2:1 | 1:1   | 2:0 |
| Panionios Athen     | 2:1 | 1:2 | 3:0     | 2:1       | 0:1 | 1:1 | 4:2        | 0:0 | 0:2        | 3:0           |           | 1:1          | 2:0  | 2:0 | 0:0       | 0:0 | 2:1   | 1:1 |
| Panthrakikos        | 2:3 | 2:1 | 1:1     | 1:3       | 2:1 | 2:0 | 1:0        | 1:1 | 1:4        | 0:2           | 4:1       |              | 0:3  | 2:0 | 1:0       | 2:1 | 1:0   | 2:1 |
| PAOK Thessaloniki   | 0:0 | 3:1 | 2:0     | 2:0       | 2:1 | 2:1 | 3:0        | 5:0 | 2:1        | 2:1           | 4:1       | 3:0          |      | 2:1 | 1:0       | 3:0 | 4:1   | 1:0 |
| PAS Ioannina        | 2:0 | 2:1 | 0:2     | 1:0       | 2:0 | 1:2 | 2:1        | 2:1 | 2:0        | 0:1           | 0:1       | 1:1          | 0:2  |     | 1:0       | 2:1 | 0:1   | 1:0 |
| AO Platanias        | 2:0 | 2:1 | 1:1     | 1:1       | 0:1 | 7:0 | 2:0        | 0:2 | 1:4        | 1:1           | 1:0       | 1:1          | 2:1  | 1:2 |           | 3:0 | 2:2   | 1:0 |
| Skoda Xanthi        | 3:2 | 2:0 | 0:1     | 0:2       | 0:0 | 1:0 | 4:1        | 2:1 | 0:2        | 3:1           | 2:0       | 1:0          | 1:2  | 0:3 | 2:3       |     | 3:0   | 3:1 |
| Veria FC            | 1:1 | 0:1 | 1:0     | 1:1       | 0:1 | 0:3 | 4:3        | 2:0 | 0:5        | 1:3           | 2:1       | 0:0          | 1:2  | 2:2 | 2:2       | 3:2 |       | 1:0 |
| Panetolikos         | 2:1 | 0:0 | 0:1     | 1:3       | 0:0 | 4:0 | 2:1        | 1:0 | 0:0        | 1:0           | 0:0       | 3:1          | 2:0  | 2:0 | 3:0       | 1:0 | 0:0   |     |

## Play-offs
Die Mannschaften auf den Plätzen zwei bis fünf der Hauptrunde erreichten die Play-offs, in denen die drei weiteren Teilnehmer an internationalen Wettbewerben ausgespielt wurden. Dabei erhielten die Vereine, die in der regulären Saison die Plätze zwei bis vier belegt haben, einen Punktevorsprung im Ausmaß von 1/5 des Punktevorsprungs auf den Fünften der regulären Saison (mit kaufmännischer Rundung). Jeder spielte gegen jeden ein Hin- und Rückspiel, sodass jeweils sechs Partien ausgetragen wurden.

### Tabelle
| Pl. | Verein              | Sp. | S | U | N | Tore    | Diff. | Punkte | Bonus | Gesamt |
| --- | ------------------- | --- | - | - | - | ------- | ----- | ------ | ----- | ------ |
| 1.  | Panathinaikos Athen | 6   | 2 | 3 | 1 | 007:500 | +2    | 09     | 2     | 11     |
| 2.  | PAOK Thessaloniki   | 6   | 3 | 2 | 1 | 008:400 | +4    | 11     | -1    | 10 1   |
| 3.  | Atromitos Athen     | 6   | 1 | 2 | 3 | 006:900 | −3    | 05     | 2     | 7      |
| 4.  | Asteras Tripolis    | 6   | 2 | 1 | 3 | 005:800 | −3    | 07     | 0     | 7      |

Platzierungskriterien: 1. Punkte – 2. Direkter Vergleich (Punkte, Tordifferenz, geschossene Tore) – 3. Tordifferenz – 4. geschossene Tore

 1 PAOK wurden aufgrund von Ausschreitungen beim Pokalhalbfinale gegen Olympiakos Piräus 3 Punkte abgezogen. Da PAOK 2 Punkte Bonus erhielt, belief sich der Punktabzug im Playoff auf einen Zähler.

### Kreuztabelle
| 2013/14             | Asteras | Atromitos | Panathinaikos | PAOK |
| ------------------- | ------- | --------- | ------------- | ---- |
| Asteras Tripolis    |         | 1:0       | 1:3           | 1:0  |
| Atromitos Athen     | 3:1     |           | 1:1           | 1:2  |
| Panathinaikos Athen | 1:0     | 1:1       |               | 1:1  |
| PAOK Thessaloniki   | 1:1     | 3:0       | 1:0           |      |

## Relegation
| Datum         | 3. Platz Football League | Ergebnis | 16. Platz Super League | Spielort     |
| ------------- | ------------------------ | -------- | ---------------------- | ------------ |
| 11. Juni 2014 | Olympiakos Volos         | 1:2      | Skoda Xanthi           | Thessaloniki |

Beide Vereine blieben in ihren jeweiligen Ligen.

## Torschützenlisten
| Pl. | Name                    | Team                | Tore |
| --- | ----------------------- | ------------------- | ---- |
| 01. | Esteban Solari          | Skoda Xanthi        | 16   |
| 02. | El Fardou Ben Nabouhane | Veria FC            | 15   |
| 02. | Marcus Berg             | Panathinaikos Athen | 15   |
| 04. | Konstantinos Mitroglou  | Olympiakos Piräus   | 14   |
| 04. | Dimitrios Papadopoulos  | Atromitos Athen     | 14   |
| 06. | Hristos Aravidis        | Panionios Athen     | 12   |
| 06. | Evangelos Mantzios      | Levadiakos          | 12   |
| 06. | Antonios Petropoulos    | Apollon Smyrnis     | 12   |
| 06. | Javier Saviola          | Olympiakos Piräus   | 12   |
| 10. | Igor                    | Panthrakikos        | 11   |
| 10. | David Torres            | AO Platanias        | 11   |
| 12. | Mauricio Carrasco       | Asteras Tripolis    | 10   |
| 13. | Stefanos Athanasiadis   | PAOK Thessaloniki   | 09   |
| 13. | Henri Camara            | Panetolikos         | 09   |
| 13. | Pablo de Blasis         | Panetolikos         | 09   |
| 13. | Dimitris Diamantakos    | Ergotelis           | 09   |
| 13. | Lucas                   | PAOK Thessaloniki   | 09   |

## Die Meistermannschaft von Olympiakos Piräus
| 1.                          | Olympiakos Piräus |
| Olympiakos Piräus (Fußball) | - Tor: Roberto (32/-), Balázs Megyeri (2/-) - Abwehr: Kostas Manolas (25/3), Avraam Papadopoulos (20/-), José Holebas (19/2), Gaëtan Bong (19/-), Leandro Salino (18/-), Anastasios Papazoglou (12/-), Dimitris Siovas (11/-), Miguel Torres (10/-), Iván Marcano (7/1), Praxitelis Vouros (1/-) - Mittelfeld: Andreas Samaris (28/4), Ioannis Maniatis (26/4), Alejandro Domínguez (23/5), David Fuster (21/4), Delvin N’Dinga (19/-), Paulo Machado (17/3), Michael Olaitan (16/8), Ariel Ibagaza (11/1), Hernán Pérez (9/2), Pelé (5/-), Manolis Saliakas (1/-) - Sturm: Joel Campbell (32/8), Javier Saviola (25/12), Marko Šćepović (13/4), Nelson Valdez (10/6), Nikolaos Vergos (3/1) - Trainer: Míchel |

* Konstantinos Mitroglou (12/14), Vladimír Weiss (17/4), Sambou Yatabaré (5/1), Carl Medjani (4/-), Ioannis Fetfatzidis (2/-) und Ljubomir Fejsa (1/-) haben den Verein während der Saison verlassen